# Маковеева, Наталья Леонидовна
Наталья Леонидовна Маковеева (28 октября 1989, Комсомольск-на-Амуре, Хабаровский край) — российская биатлонистка, чемпионка и неоднократный призёр чемпионка России. Мастер спорта России.

## Биография
Первый тренер — А. М. Чепалов, также тренировалась под руководством Е. А. Пылёва и В. П. Захарова. В разные периоды карьеры выступала за Тюменскую область и Ханты-Мансийский АО, по состоянию на сезон 2016/17 выступает за Ямало-Ненецкий АО.
Чемпионка России 2015 года в гонке патрулей. Неоднократно становилась призёром чемпионата страны, в том числе серебряным в гонке патрулей (2013) и командной гонке (2014), бронзовым — в командной гонке (2013, 2017) и гонке патрулей (2014). Бронзовый призер чемпионата России по летнему биатлону в эстафете (2014).
Становилась победительницей этапов Кубка России, призёром соревнований «Ижевская винтовка».
Окончила Санкт-Петербургский университет Государственной противопожарной службы МЧС России (2014).